# كنيس حييم
كنيس حييم (بالفارسية: خانه آقازاده) هو كنيسة تاريخي يعود إلى عصر القاجاريون، ويقع في طهران.

## معرض صور

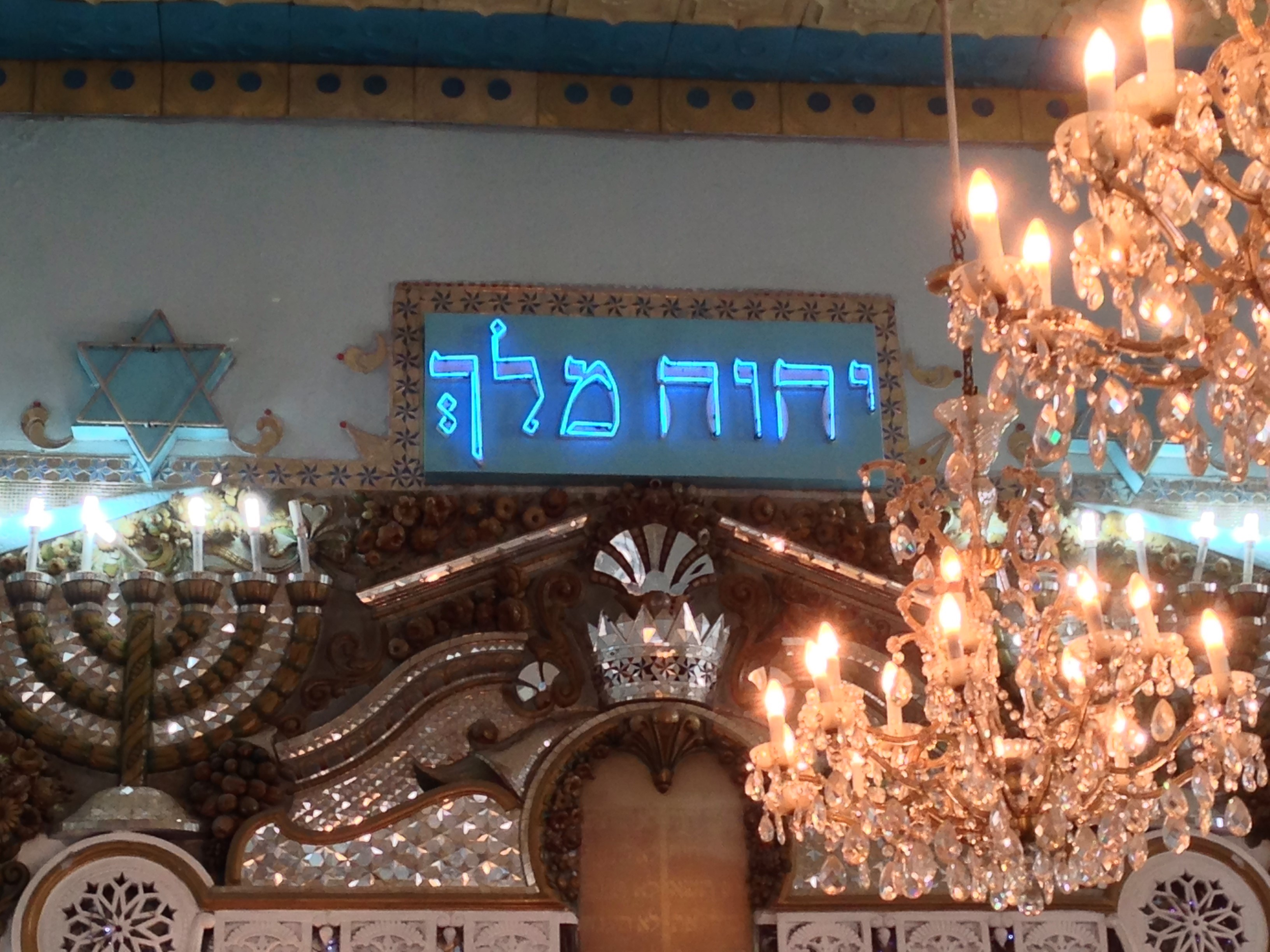
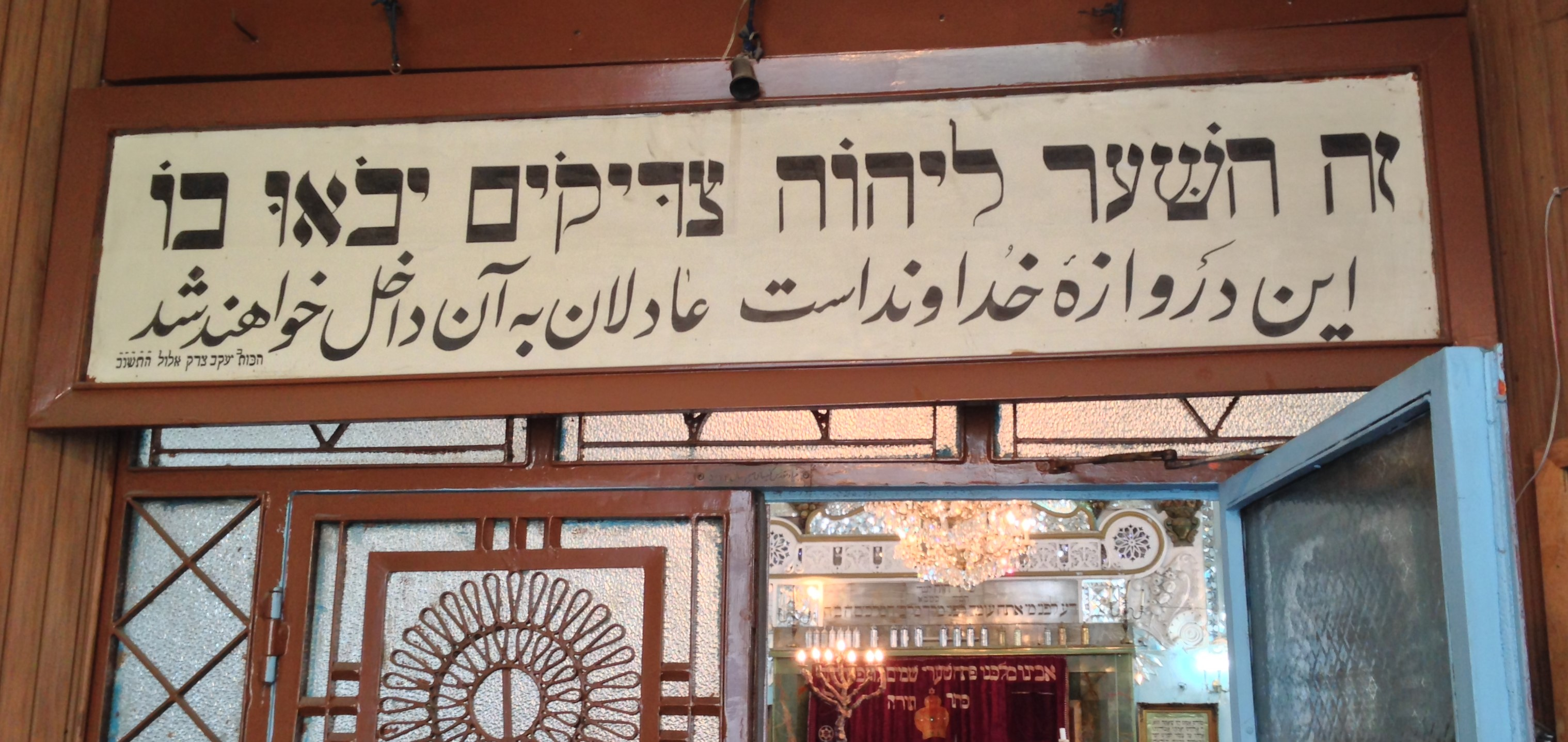
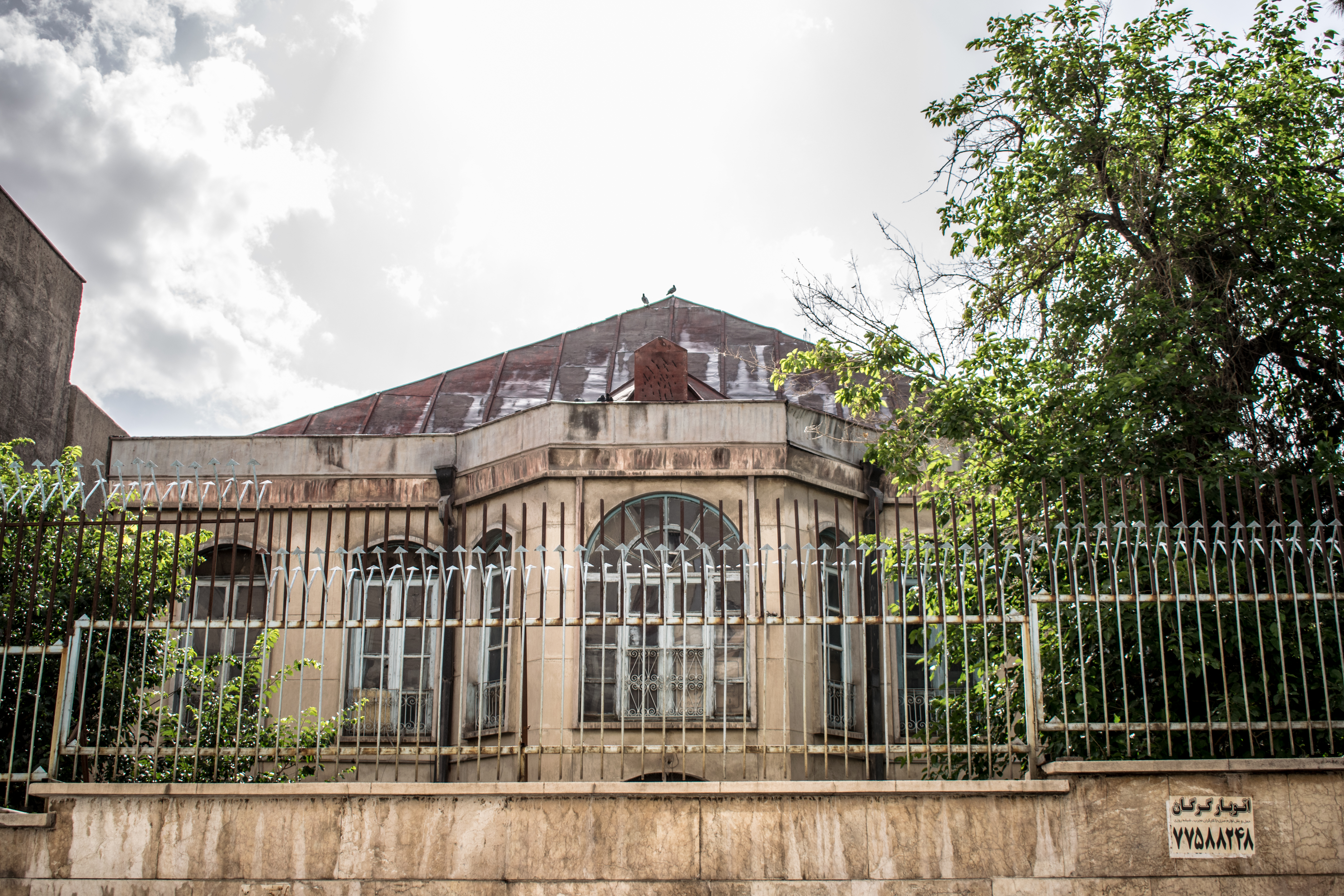
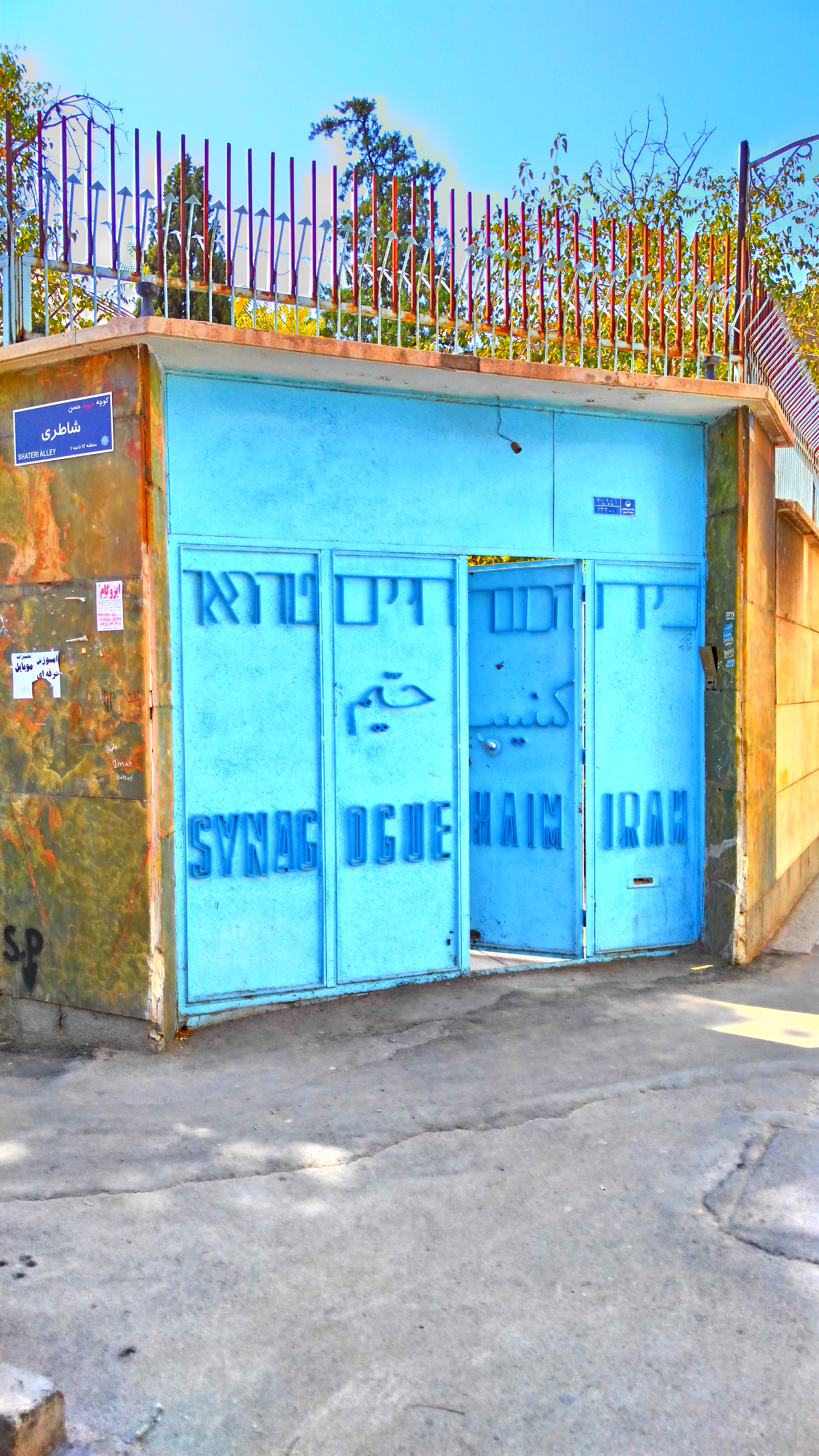